# 千代ケ丘 (川崎市)
千代ケ丘（ちよがおか）は、神奈川県川崎市麻生区の地名。現行行政地名は千代ケ丘1丁目から千代ケ丘9丁目。住居表示は、1〜7丁目が未実施区域、8・9丁目が実施済区域。

## 地理
麻生区の北東部に位置し、北と東に細山、南東に高石、南に万福寺、南西に金程、北西に向原と接している。

### 地価
住宅地の地価は、2025年（令和7年）1月1日の公示地価によれば、千代ケ丘4丁目11-13の地点で24万7000円/m²
、千代ケ丘7丁目2-2の地点で19万1000円/m²となっている。

## 歴史

### 沿革
- 1971年（昭和46年）  - 土地区画整理事業の実施に伴い、細山の一部を分離し、千代ケ丘1丁目から千代ケ丘7丁目を新設[8]。
- 1981年（昭和56年）11月24日 - 土地区画整理事業および住居表示の実施に伴い、細山の一部を分離し、千代ケ丘8丁目から千代ケ丘9丁目を新設[8][5][9]。

### 町名の変遷
| 実施後        | 実施年月日                 | 実施前（各町名ともその一部） |
| ------------- | -------------------------- | ---------------------------- |
| 千代ケ丘1丁目 | 1971年（昭和46年）         | 字坂東、山田（各一部）       |
| 千代ケ丘2丁目 | 1971年（昭和46年）         | 字坂東、七代（各一部）       |
| 千代ケ丘3丁目 | 1971年（昭和46年）         | 字坂東（一部）               |
| 千代ケ丘4丁目 | 1971年（昭和46年）         | 字山田（一部）               |
| 千代ケ丘5丁目 | 1971年（昭和46年）         | 字坂東、山田（各一部）       |
| 千代ケ丘6丁目 | 1971年（昭和46年）         | 字坂東、南田（各一部）       |
| 千代ケ丘7丁目 | 1971年（昭和46年）         | 字坂東、西久保（各一部）     |
| 千代ケ丘8丁目 | 1981年（昭和56年）11月24日 | 字中ノ間、西久保（各一部）   |
| 千代ケ丘9丁目 | 1981年（昭和56年）11月24日 | 字中ノ間（一部）             |

## 世帯数と人口
2025年（令和7年）6月30日現在（川崎市発表）の世帯数と人口は以下の通りである。
| 丁目          | 世帯数    | 人口    |
| ------------- | --------- | ------- |
| 千代ケ丘1丁目 | 512世帯   | 1,016人 |
| 千代ケ丘2丁目 | 482世帯   | 950人   |
| 千代ケ丘3丁目 | 467世帯   | 1,051人 |
| 千代ケ丘4丁目 | 768世帯   | 1,425人 |
| 千代ケ丘5丁目 | 299世帯   | 675人   |
| 千代ケ丘6丁目 | 412世帯   | 854人   |
| 千代ケ丘7丁目 | 594世帯   | 1,334人 |
| 千代ケ丘8丁目 | 467世帯   | 1,069人 |
| 千代ケ丘9丁目 | 312世帯   | 682人   |
| 計            | 4,313世帯 | 9,056人 |

### 人口の変遷
国勢調査による人口の推移。
| 年                 | 人口  |
| ------------------ | ----- |
| 1995年（平成7年）  | 8,979 |
| 2000年（平成12年） | 9,358 |
| 2005年（平成17年） | 9,169 |
| 2010年（平成22年） | 9,327 |
| 2015年（平成27年） | 9,184 |
| 2020年（令和2年）  | 9,266 |

### 世帯数の変遷
国勢調査による世帯数の推移。
| 年                 | 世帯数 |
| ------------------ | ------ |
| 1995年（平成7年）  | 3,120  |
| 2000年（平成12年） | 3,541  |
| 2005年（平成17年） | 3,534  |
| 2010年（平成22年） | 3,850  |
| 2015年（平成27年） | 3,750  |
| 2020年（令和2年）  | 4,020  |

## 学区
市立小・中学校に通う場合、学区は以下の通りとなる（2021年12月時点）。
| 丁目          | 番・番地等 | 小学校                 | 中学校             |
| ------------- | ---------- | ---------------------- | ------------------ |
| 千代ケ丘1丁目 | 全域       | 川崎市立千代ヶ丘小学校 | 川崎市立金程中学校 |
| 千代ケ丘2丁目 | 全域       | 川崎市立千代ヶ丘小学校 | 川崎市立金程中学校 |
| 千代ケ丘3丁目 | 全域       | 川崎市立千代ヶ丘小学校 | 川崎市立金程中学校 |
| 千代ケ丘4丁目 | 全域       | 川崎市立千代ヶ丘小学校 | 川崎市立金程中学校 |
| 千代ケ丘5丁目 | 全域       | 川崎市立千代ヶ丘小学校 | 川崎市立金程中学校 |
| 千代ケ丘6丁目 | 全域       | 川崎市立千代ヶ丘小学校 | 川崎市立金程中学校 |
| 千代ケ丘7丁目 | 全域       | 川崎市立千代ヶ丘小学校 | 川崎市立金程中学校 |
| 千代ケ丘8丁目 | 全域       | 川崎市立千代ヶ丘小学校 | 川崎市立金程中学校 |
| 千代ケ丘9丁目 | 全域       | 川崎市立千代ヶ丘小学校 | 川崎市立金程中学校 |

## 事業所
2021年（令和3年）現在の経済センサス調査による事業所数と従業員数は以下の通りである。
| 丁目          | 事業所数  | 従業員数 |
| ------------- | --------- | -------- |
| 千代ケ丘1丁目 | 14事業所  | 153人    |
| 千代ケ丘2丁目 | 9事業所   | 24人     |
| 千代ケ丘3丁目 | 9事業所   | 37人     |
| 千代ケ丘4丁目 | 28事業所  | 139人    |
| 千代ケ丘5丁目 | 16事業所  | 80人     |
| 千代ケ丘6丁目 | 12事業所  | 68人     |
| 千代ケ丘7丁目 | 19事業所  | 140人    |
| 千代ケ丘8丁目 | 25事業所  | 222人    |
| 千代ケ丘9丁目 | 8事業所   | 46人     |
| 計            | 140事業所 | 909人    |

### 事業者数の変遷
経済センサスによる事業所数の推移。
| 年                 | 事業者数 |
| ------------------ | -------- |
| 2016年（平成28年） | 126      |
| 2021年（令和3年）  | 140      |

### 従業員数の変遷
経済センサスによる従業員数の推移。
| 年                 | 従業員数 |
| ------------------ | -------- |
| 2016年（平成28年） | 825      |
| 2021年（令和3年）  | 909      |

## 施設
- 川崎市立千代ヶ丘小学校
- 川崎千代ヶ丘郵便局[20]
- クリエイトエス・ディー 川崎千代ケ丘店[21]

## その他

### 日本郵便
- 郵便番号 : 215-0005[3]（集配局：麻生郵便局[22]）

### 警察
町内の警察の管轄区域は以下の通りである。
| 丁目          | 番・番地等 | 警察署     | 交番・駐在所 |
| ------------- | ---------- | ---------- | ------------ |
| 千代ケ丘1丁目 | 全域       | 麻生警察署 | 細山交番     |
| 千代ケ丘2丁目 | 全域       | 麻生警察署 | 細山交番     |
| 千代ケ丘3丁目 | 全域       | 麻生警察署 | 細山交番     |
| 千代ケ丘4丁目 | 全域       | 麻生警察署 | 細山交番     |
| 千代ケ丘5丁目 | 全域       | 麻生警察署 | 細山交番     |
| 千代ケ丘6丁目 | 全域       | 麻生警察署 | 細山交番     |
| 千代ケ丘7丁目 | 全域       | 麻生警察署 | 細山交番     |
| 千代ケ丘8丁目 | 全域       | 麻生警察署 | 細山交番     |
| 千代ケ丘9丁目 | 全域       | 麻生警察署 | 細山交番     |